# Condé-Folie
 Condé-Folie  es una población y comuna francesa, en la región de Picardía, departamento de Somme, en el distrito de Amiens y cantón de Picquigny.

## Demografía
| 875 | 904 | 798 | 778 | 798 | 817 | 851 |
| Para los censos de 1962 a 1999 la población legal corresponde a la población sin duplicidades (Fuente: INSEE [Consultar]) |     |     |     |     |     |     |